# As Linhas de Torres
As Linhas de Torres (em francês:  Les Lignes de Wellington; em inglês:  Lines of Wellington; no Brasil: Linhas de Wellington) é um filme franco-português de género drama histórico de 2012, realizado por Valeria Sarmiento, escrito por Carlos Saboga e produzido por Paulo Branco. O filme foi editado numa minissérie intitulada As Linhas de Torres, para ser exibida na RTP1. A trama passa-se em torno da Batalha do Buçaco (1810). Esta obra é protagonizada por John Malkovich, Mathieu Amalric, Nuno Lopes e Soraia Chaves.
Ao longo do ano de 2012, o filme Linhas de Wellington estreou em Portugal a 6 de janeiro, em França no dia 21 de novembro e na Bélgica no dia 17 de dezembro. O filme esteve no Festival de Veneza a 4 de setembro. Participou ainda no Festival de Cinema de Nova Iorque e no Festival de Cannes. A minissérie As Linhas de Torres foi transmitida a partir de 31 de março de 2013, na RTP1.

## Produção
Linhas de Wellington é o último projeto do cineasta chileno Raoul Ruiz, um grande apaixonado por Portugal. O filme conta com um guião original renascentista de Carlos Saboga e viria a ser realizado por Valeria Sarmiento, esposa de Raoul Ruiz, seguindo o desejo do marido antes de falecer. Valeria Sarmiento, também realizadora, contava na altura com um curriculum de mais de uma dezena de filmes, onde se inclui L'inconnu de Strasbourg.
O filme, produzido por Paulo Branco foi largamente rodado em Torres Vedras, com equipa criativa e técnica portuguesas, contando com um enorme elenco nacional e algumas participações internacionais mediáticas, tais como Michel Piccoli, Catherine Deneuve, John Malkovich e Isabelle Huppert. Dada a qualidade do elenco e de toda a produção de época exigente, este tornou-se um dos filmes mais ambiciosos da história do cinema português. A produção custou cerca de 4,5 milhões de euros.
Linhas de Wellington é um épico histórico que retrata um dos momentos mais importantes da história de Portugal e da Europa: as invasões napoleónicas.
O filme estreou na edição de 2012 do Festival de Veneza, decorrida entre os dias 29 de agosto e 8 de setembro. Foi o único filme português na corrida ao prémio máximo do festival, o Leão de Ouro. Em Veneza, juntaram-se para a apresentação, o produtor Paulo Branco, a realizadora Valéria Sarmiento e dez atores do elenco multinacional.
Após a estreia nos cinemas portugueses, o elenco nacional desdobrou-se pelo país para acompanhar sessões nos cinemas, como em Torres Vedras e em Coimbra, onde os atores Nuno Lopes e Albano Jerónimo, acompanhados de Paulo Branco, marcaram presença e conversam com o público do Teatro Académico Gil Vicente no dia 8 de outubro de 2012. Durante este mês de outubro, o filme já tinha sido visto por cerca de 22 mil espetadores, nas salas de cinema portuguesas.
Em 2013, o Júri da Academia Portuguesa das Artes e Ciências Cinematográficas (Academia Portuguesa de Cinema), escolheu o filme As Linhas de Wellington para representar Portugal como candidato à edição de 2014 do Óscar de Melhor Filme Estrangeiro da Academia de Cinema Americana. O júri justificou esta opção por se tratar de «uma produção de época muito conseguida fazendo-nos mergulhar no passado, conglomerando os mais diversos talentos numa obra de rasgo, profunda, ecléctica e transversal». No entanto, o candidato português não constou sequer na lista dos nove pré-nomeados da categoria.
O filme contou também com uma versão mais longa editada para a televisão, com o título As Linhas de Torres Vedras. Sucedendo a Vermelho Brasil, a versão do filme editada numa minissérie de três episódios, estreou na RTP no dia 31 de março de 2013 e manteve-se na grelha até ao dia 14 de abril do mesmo ano, no horário das 22h.

## Sinopse
Em 27 de setembro de 1810, as tropas francesas comandadas pelo marechal Massena, são derrotadas na Serra do Buçaco pelo exército anglo-português do general Wellington. Apesar da vitória, portugueses e ingleses retiram-se a marchas forçadas diante do inimigo, numericamente superior, com o objetivo de o atrair a Torres Vedras, onde Wellington fez construir linhas fortificadas dificilmente transponíveis. Simultaneamente, o comando anglo-português organiza a evacuação de todo o território compreendido entre o campo de batalha e as linhas de Torres Vedras, numa gigantesca operação de terra queimada, que tolhe aos franceses toda a possibilidade de aprovisionamento local. É este o pano de fundo das aventuras de uma plêiade de personagens de todas as condições sociais – soldados e civis; homens, mulheres e crianças; jovens e velhos -, arrancados à rotina quotidiana pela guerra e lançados por montes e vales, entre povoações em ruína, florestas calcinadas, culturas devastadas.
Perseguida encarniçadamente pelos franceses, atormentada por um clima inclemente, a massa dos foragidos continua a avançar cerrando os dentes, simplesmente para salvar a pele, ou com a vontade tenaz de resistir aos invasores e rechaçá-los do país, ou ainda na esperança de tirar partido da desordem reinante para satisfazer os mais baixos instintos. Todos, quaisquer que sejam o seu carácter e as suas motivações – do jovem tenente idealista Pedro de Alencar, passando pela maliciosa inglesinha Clarissa Warren, ou pelo sombrio traficante Penabranca, até ao vindicativo sargento Francisco Xavier e à exuberante vivandeira Martírio -, convergem por diferentes caminhos para as linhas de Torres, onde o combate final deve decidir do destino de cada um.

## Elenco e personagens

### Principais
- Nuno Lopes, como Sargento Francisco Xavier.
- Soraia Chaves, como Martírio.
- Marisa Paredes, como D. Filipa Sanches.
- John Malkovich, como General Arthur Wellington.
- Carloto Cotta, como Pedro de Alencar.
- Victória Guerra, como Clarissa.
- Marcelo Urgeghe, como Major Jonathan Foster.
- Mathieu Amalric, como General Marbot.
- Melvil Poupaud, como Marechal Massena.
- Jemima West, como Maureen.
- Afonso Pimentel, como Zé Maria.
- Miguel Borges, como Manuel Penabranca.
- João Arrais, como autista.
- Filipe Vargas, como Vicente de Almeida.
- Gonçalo Waddington, como Eusébio.
- Francis Braddell Dawson, como Peter Warren.

### Elenco adicional
- Vincent Pérez, como Lévêque.
- Malik Zidi, como Octave Ségur.
- Catherine Deneuve, como Severina.
- Isabelle Huppert, como Cosima Pia.
- Chiara Mastroianni, como Hussardo.
- Michel Piccoli, como Léopold Schweitzer.
- Elsa Zylberstein, como Irmã Cordélia.
- Christian Vadim, como Marechal Soult.
- Adriano Luz, como Bordalo.
- Maria João Bastos, como Maria de Jesus Almeida.
- Miriam Heard, como Odile de Ségur.
- Albano Jerónimo, como Abade.

## Minissérie
O filme conta também com uma versão mais longa editada para a televisão, no formato de minissérie com três episódios. Intitulada As Linhas de Torres, a minissérie foi exibida semanalmente na RTP1, entre os dias 31 de março e 14 de abril de 2013.

### Lista de episódios
| Episódios | Episódios | Transmissão original | Transmissão original | Dia da semana | Rating (média dos episódios) |
| Episódios | Episódios | Estreia              | Final                | Dia da semana | Rating (média dos episódios) |
| --------- | --------- | -------------------- | -------------------- | ------------- | ---------------------------- |
|           | 3         | 31 de março de 2013  | 14 de abril de 2013  | Domingo       | 2,4%                         |

Abaixo, estão listados os episódios de As Linhas de Torres, exibidos entre 31 de março e 14 de abril de 2013:
| Ep.# | Título            | Argumento     | Realização        | Transmissão original | Rating |
| --- | ----------------- | ------------- | ----------------- | -------------------- | ------ |
| 01 | Depois da Batalha | Carlos Saboga | Valeria Sarmiento | 31 de março de 2013  | 2,8%   |
| Após o fracasso das tentativas de Junot e de Soult em 1807 e 1809, Napoleão Bonaparte enviou um poderoso exército, comandado pelo marechal Massena, invadir Portugal em 1810. Os franceses penetraram sem dificuldade até ao centro do país onde os aguardavam as forças luso-britânicas chefiadas pelo General Wellington.                                     |                   |               |                   |                      |        |
| |                   |               |                   |                      |        |
| 02 | Terra Queimada    | Carlos Saboga | Valeria Sarmiento | 7 de abril de 2013   | 2,4%   |
| As tropas francesas invadem Coimbra. O tenente Pedro de Alencar, ferido em combate, escapa às malhas das tropas de Napoleão e tenta alcançar as Linhas de Torres, onde se encontra entrincheirado o exército luso-britânico de Wellington. No caminho, conhece Bordalo, poeta antijacobino e o Abade, que chefia um bando que combate os franceses sem piedade. |                   |               |                   |                      |        |
| |                   |               |                   |                      |        |
| 03 | Torres Vedras     | Carlos Saboga | Valeria Sarmiento | 14 de abril de 2013  | 2,0%   |
| As tropas francesas alcançam as Linhas de Torres, onde se irá travar a batalha final. A estratégia de Wellington, aguardando os franceses em território mais favorável, vai ser posta à prova. Ao largo da costa, a frota inglesa aguarda, pronta para repatriar as tropas britânicas em caso de derrota.                                                       |                   |               |                   |                      |        |
| |                   |               |                   |                      |        |

## Receção

### Audiências
Em apenas 10 dias após a sua estreia nas salas de cinema portuguesas, Linhas de Wellington foi visto por 22 mil espectadores, ocupando o 6º lugar no ranking dos filmes mais vistos durante o fim-de-semana de estreia. Até 7 de novembro, a produção épica foi vista por 41.331 espectadores e obteve uma receita bruta de 200.342,16€, segundo os dados do Instituto do Cinema e do Audiovisual.
A sua transmissão na RTP1 encontrou uma audiência modesta. O episódio de estreia de As Linhas de Torres Vedras foi o sétimo programa da RTP mais visto do dia, com 2,8% de rating e 5,5% share.

### Crítica
| Críticas profissionais     | Críticas profissionais |
| Avaliações da crítica      | Avaliações da crítica  |
| Fonte                      | Avaliação              |
| -------------------------- | ---------------------- |
| Always Good Movies         | 2.5 de 5 estrelas.     |
| Antestreia (Portugal)      | 3.5 de 5 estrelas.     |
| Cinemagazine (Holanda)     | 2.5 de 5 estrelas.     |
| CineVue (Reino Unido)      | 2 de 5 estrelas.       |
| Coming Soon (Itália)       | 2.5 de 5 estrelas.     |
| The Guardian (Reino Unido) | 3 de 5 estrelas.       |
| Le Monde (França)          | 4 de 5 estrelas.       |
| Movie Player (Itália)      | 3 de 5 estrelas.       |
| Out Now (Suiça)            | 2.5 de 6 estrelas.     |
| Slant Magazine (EUA)       | 2 de 4 estrelas.       |

No seio da crítica internacional e nacional, as opiniões relativamente ao filme foram consistentemente medianas.
Elogiando a realização de Sarmiento, Xan Brooks (The Guardian) argumenta que as direções narrativas e diversas personagens são equilibradas a gosto, o que orgulharia Ruiz. Nuno Reis (Antestreia) valoriza «a excelente circulação entre personagens, os desempenhos dos actores são aceitáveis, e os vários idiomas falados (português, castelhano, francês, inglês e um pouco de polaco) alternam-se como seria de esperar numa situação real». Escrevendo no Split Screen, Tiago Ramos caracteriza o filme como «visualmente elegante e erudito». Olivier Bachelard (Abus de Ciné) elogia a trama, pelo marcante contraste entre a imagem desejada pelos personagens e realidade das aldeias desertas, terras devastadas e queimadas, enquanto o exército francês se retira da campanha de 1811.
Na Slant Magazine, Jaime N. Christley apresenta uma opinião mediana, comentando que o filme é uma experiência estranha por ser um simples filme histórico desprovido do mistério característico na cinematografia de Ruiz, apesar da competência de produção de Paulo Branco.
Tecendo críticas negativas ao filme, John Bleasdale (CineVue) destaca a má pronunciação das falas em inglês por muitos dos atores, o que contribuiu para que cenas dramáticas se tornassem hilariantes.

### Prémios e nomeações
| Ano  | Prémio/Premiação      | Categoria                 | Indicado(s)                                                | Resultado |
| ---- | --------------------- | ------------------------- | ---------------------------------------------------------- | --------- |
| 2012 | Festival de Veneza    | Competição Leão de Ouro   | Valeria Sarmiento                                          | Indicado  |
| 2013 | Prémio Autores        | Melhor argumento          | Carlos Saboga                                              | Venceu    |
| 2013 | Prémio Autores        | Melhor ator               | Nuno Lopes                                                 | Indicado  |
| 2013 | Prémio Autores        | Melhor atriz              | Victória Guerra                                            | Indicado  |
| 2013 | Cinema Bloggers Award | Melhor filme Português    | Linhas de Wellington                                       | Indicado  |
| 2013 | Globos de Ouro        | Melhor ator               | Nuno Lopes                                                 | Venceu    |
| 2013 | Globos de Ouro        | Revelação                 | Victória Guerra                                            | Venceu    |
| 2013 | Globos de Ouro        | Melhor filme              | Linhas de Wellington                                       | Indicado  |
| 2013 | Prémios Sophia        | Melhor filme              | Linhas de Wellington                                       | Indicado  |
| 2013 | Prémios Sophia        | Melhor ator secundário    | Albano Jerónimo                                            | Venceu    |
| 2013 | Prémios Sophia        | Melhor argumento original | Carlos Saboga                                              | Venceu    |
| 2013 | Prémios Sophia        | Melhor fotografia         | André Szankowski                                           | Indicado  |
| 2013 | Prémios Sophia        | Melhor direção artística  | Isabel Branco                                              | Venceu    |
| 2013 | Prémios Sophia        | Melhor som                | Ricardo Leal, António Lopes, José Moreira e Miguel Martins | Indicado  |
| 2013 | Prémios Sophia        | Melhor guarda-roupa       | Tânia Franco                                               | Indicado  |
| 2013 | Prémios Sophia        | Melhor caracterização     | Íris Peleira                                               | Venceu    |
| 2014 | Prémio Autores        | Melhor programa de ficção | As Linhas de Torres                                        | Venceu    |
| 2014 | Troféus TV7 Dias      | Melhor série              | As Linhas de Torres                                        | Indicado  |